# 功利主義
效益主義（英語：Utilitarianism）又譯作功利主義或“公利主义”，是一種倫理學之理論類型，認為最正確的行為是將效益達到最大。“效益”就是快樂，傾向得到最大快樂，而傾向避免痛苦就是正確。效益主義的創始人邊沁將效用描述為一個行為所產生的所有快感的總和，減去參與此行為的所有人的痛苦。效益主義是一種結果主義，結果主義認為任何行為的結果是評判對錯的唯一標準。與其他形式的結果主義（如倫理利己主義）不同的是，效益主義平等地考慮所有受牽連的人的利益，乃至有些更顧及動物之利益。
效益主义的拥护者在一些问题上意见不一。例如施事者是应该根据其可能的结果选择行为 （行为效益主义），还是应该遵守效用最大化的规则（規則效益主義）。效益主义者对于追求总效用最大化（总体效用效益主义），还是平均效用最大化（平均效用效益主义），也存在分歧。
虽然效益主义的哲学理论先驱可以追溯到认为幸福是唯一美好的事情的享乐主义者亞里斯提卜和伊比鳩魯，但效益主义的传统开始于杰里米·边沁，相关哲学家有约翰·斯图尔特·密尔、亨利·西季威克、R·M·黑尔、大卫·布雷布鲁克和彼得·辛格。效益主义已被应用于社会福利经济学、全球贫困危机和动物饲养伦理等。

## 發展歷史

### 雏形
早在功利主義正式成為哲學理論之前，就有功利主義思想雛型，例如享乐主义以及后果主义出現。西元前5世紀的亞里斯提卜、前4世紀的伊比鳩魯提出了享乐主义。亚里士多德认为幸福是最高的善。希波的奥古斯丁提出幸福是人类欲望的终极。托马斯·阿奎那也曾深入探讨关于幸福与快乐的问题。結果主義的思想在中国萌芽于春秋战国之交。当时的墨家学说提倡社会道德意义上的善，包括政治稳定以及人口、财富的增长。文艺复兴时期意大利政治学学者马基雅维利也认为国家的行为无论残暴或仁慈，都应服务于社会整体利益。
尽管功利主义被认为始于杰里米·边沁，近代英國哲學家與倫理學家如理查德·坎伯蘭、弗蘭西斯·哈奇森與大衛·休謨都有功利主義的傾向。據邊沁指出，他在英國化學家約瑟夫·普利斯特裡、法國哲學家愛爾維修、意大利法學家貝卡里亞以及休謨等的著作中都發現了功利主義的身影。休谟在《道德原則研究》中写道：
在所有的道德判定中，人类的总体效益都应当是最重要的因素。不论是在哲学还是在现实生活中出现关于责任界限的争论，最确凿可行的解决途径都莫过于从所有方面确定这种责任界限对人类整体利益的影响。如果任何错误的观点在表象的伪饰下得以流行，只要更深入的经验和更可靠的理性赋予我们关于人类行动更正确的理念，我们就应摒弃最初的观点，重新划定善与恶的道德界限。
休谟师从哈奇森，而哈奇森引入了一个重要的功利主义思想。在《美与美德观念的起源研究》中哈奇森指出在选择最为道德的行动的过程中，美德与特定行为所能造福的人的数量成正比。同样的道德上的罪恶与特定行为殃及的人的人数成正比。至善之举就是能够促成最多数人的最大幸福的行动，极端的邪恶也就是导致最大痛苦的行为。在此书的前三版中，哈奇森论及多种计算任何行为的道德性的数学算法。他的思想启发了边沁的“幸福总和”思想。

### 功利主义哲学
功利主義正式成為哲學系統是在18世紀末與19世紀初期，由英國哲學家兼經濟學家邊沁和米爾提出。其基本理论是：一種行為如有助於增進幸福，則為正確的；若導致產生和幸福相反的東西，則為錯誤的。幸福不僅涉及行為的當事人，也涉及受該行為影響的每一個人。
19世紀末期的功利主義代表人物亨利·西季威克認為功利主義來自對「常識」的道德系統的反省。他論證多數的常識道德被要求建立在功利主義基礎上。他也認為功利主義能解決常識學說的模糊和前後矛盾而產生的困難和困惑之處。在20世紀功利主義雖然經過乔治·爱德华·摩尔的批判，但英美哲學家與英國自然科學家兼倫理學家史蒂芬·托尔明、牛津大學的諾埃爾-史密斯（Patrick Nowell-Smith）、厄姆森（J.O. Urmson）以及澳大利亞的斯馬特（J. J. C. Smart）等人仍為功利主義辯護。

### 神学功利主义
有人认为约翰·盖伊提出了功利主義伦理学的第一套系统理论。在《论美德或道德的根本原则》一书中盖伊说道：
快乐，个体的快乐，是人类行为合理且最终的目的。每个特定行为都可以被说成是具有合理而独特的意义。但是它们仍趋于或应当趋于某种更深远的事物。由此可以显然地得出人可能问及并期待追求任何一者的原因：现在诘问任何一种行为的原因，只是穷究它的目的，但是期待最终目的的原因或目的就无疑是荒谬的。追问为什么我追求快乐，得到的答案只能是对快乐这一术语本身的解释。
盖伊所定义对幸福的追求被赋予了神学基础：
上帝具有永恒的内在快乐并且依据他的至善创造人类使得以下事实变得确凿：人类除了被设计成追求快乐的生物之外没有其他可能。也即，上帝愿人类幸福并设计了人类的幸福。因此我的行为，只要能增进人类的幸福，就应受肯定。因此，既然上帝的意志是美德的直接准绳，人类的幸福又是上帝的意志的标准，那么人类的幸福就可以被说成是美德的标准。我将会尽自己所能增进人类福祉。
盖伊的神学功利主义被威廉·佩利发展并普及。佩利被认为不是一个具有原创性的思想家，他的哲学专著主要是对他人思想的整合并且适合学生学习而非学术讨论。但是，他的《道德与政治哲学原理》是剑桥大学的必读书籍，并在美国的大学中有相当影响力。有学者指“功利主义之闻名于英格兰，自威廉·佩利始”。

## 主要概念
功利主義認為人應該做出能「達到最大善」（即「最大效益」）的行為，所謂最大善的計算則必須依靠此行為所涉及的每個個體之苦樂感覺的總和，其中每個個體都被視為具相同份量，且快樂與痛苦是能夠換算的，痛苦僅是「負的快樂」。不同於一般的倫理學說，功利主義不考慮一個人行為的動機與手段，僅考慮一個行為的結果對最大快樂值的影響。能增加最大快樂值的即是善；反之即為惡。邊沁和米爾都認為：人類的行為以快樂和痛苦為動機。米爾認為：人類行為的唯一目的是求得幸福，所以對幸福的促進就成為判斷人的一切行為的標準。

## 功利主義派別
功利主義根據應用的方式可分為以下幾種：
- 行為功利主義（act utilitarianism）
- 規則功利主義（rule utilitarianism）
- 普遍功利主義（general utilitarianism）
- 統合效益主義（unified utilitarianism）

行為功利主義在探討一個行為的對或錯時，會以「當下該行為」是否能產生最大效益來進行判斷。而規則功利主義則認為人們若能因為遵守某種規則而達到最大效益，則遵守該規則就會是對的行為，反之，違反該規則則是錯的。
單就闖紅燈為例，行為功利主義可能會認為「當下」闖了紅燈可以節省時間並減低怠速排放的廢氣，故在遇到紅燈且保證不發生交通事故時應該闖紅燈，如此才能達到最大效益；但若以規則功利主義來看，如果每個人能夠遵守交通規則則能大大降低交通事故的發生機率，因此遵守交通規則才是合乎倫理規範的行為，我們不應該闖紅燈。
再以說謊為例，行為功利主義會先計算說謊後所帶來的結果是否達到最大效益，如果說了謊可以達成最大效益，則當下的說謊行為是可以接受的，例如：對歹徒說謊最後使他被捕。但若以規則功利主義來分析，如果人們都無法誠實的據實以告，則人與人之間的溝通會充滿猜疑，最終人們會不信任彼此，故無法達到最大效益，因此誠實是我們應該遵守的規則，說謊是不符合倫理規範的。

## 應用
功利主義的影響甚為廣泛。它在法律、政治學、經濟學方面更有特別顯著的重要性。例如在懲罰方面，功利主義反對「一報還一報」的「報應論」。功利主義者認為懲罰的基本原理是通過改造罪犯或保護社會不受罪犯破壞，從而避免發生更多的犯罪行為，同時也使其他人因懼怕受到懲罰而不敢犯罪。在政治哲學上，功利主義者贊成將民主作為使政府利益與公眾利益取得一致的一種方法。他們認為每個人的最大自由和其他人的同等自由是一致的。不過也有人因為強調政府利益的一面，而走向保守主義、甚至獨裁主義。
另一方面，也有人因相信人性本善，認為最大的幸福是來自社會的根本變革，從而走向無政府主義的共產主義，如威廉·戈德溫。在經濟學上，所謂邊際效用分析學派如威廉姆·斯坦利·傑文斯，則是從邊沁那裡吸取了許多思想，所謂「福利經濟學」是以「比較愛好」代替「比較效用」，也表現了功利主義的基本精神。在經濟政策上，早期的功利主義者傾向自由貿易，反對政府干涉。後期的功利主義者由於對私人企業的社會效率失去信心，又希望政府出面干涉來糾正私人企業的弊病。在當代的討論中，人們對倫理學語言的分析，以及對邊沁的「快樂計算」均已失去興趣；功利主義出現了種種修正的和複雜的形式。

## 批判
由于功利主义是一系列理论，对于其批判也有着不同的角度。

### 效用量化
功利主义常见的反对主要关注于其对幸福或者福祉的量化、比较以及测量。 雷·布里格斯在斯坦福哲学百科指出，“我们的理性所要求我们追寻的效用可能并非单一尺度的好处或者任何尺度的好处”，但是如果效用泛指一切可能的好处则不一定有唯一的是非可以达成我们所追求的效用：“苦行僧的生活是否比开心的放荡者更好或者更坏”这一问题可能没有答案，但是功利主义强制我们去比较。

### 效用主义价值论
马克思在《资本论》第一卷第二十二章“剩余价值转化为资本”中批判功利主义对于价值的定义。他指出“把社会资本看成一个有固定作用程度的固定量”是一种“偏见”，由耶利米·边沁“确立为教条”。但是“如果我们想把这一原则运用到人身上来，想根据效用原则来评价人的一切行为、运动和关系等等，就首先要研究人的一般本性，然后要研究在每个时代历史地发生了变化的人的本性”，但是边沁“幼稚而乏味地把现代的市侩，特别是英国的市侩说成是标准的人”，“对这种标准的人和他的世界有用的东西，本身就是有用的”，“还用这种尺度来评价过去、现在和将来”。
教宗若望保祿二世指出功利主义的其中一个危险在于这一主义倾向于让人和物一样成为有着某种用途的物件，他表示“功利主义是生产和使用的文明，是物的文明而非人的文明，这一文明中人和物一样被使用”。